# Liphistius owadai
Liphistius owadai is een spinnensoort uit de familie Liphistiidae. De soort komt voor in Thailand.